# Eugenio Rubí
Eugenio Rubí fue un escritor, dramaturgo y político español del tercio central del siglo XIX.

## Biografía
Poco se sabe sobre él. Quizá era aragonés. Con Juan de Alba y Peña (c. 1820-1892) compuso un Canto nacional dedicado a su majestad la reina doña Isabel II (1852) y La máscara del crimen o Curro el arrendador: drama en tres actos y en verso también de ese año. Participó en una Corona poética a la muerte del general Francisco Javier Castaños en 1852. Al parecer, se casó en 1863 con una tal María Leonor Penada.En 1865, cuando era oficial primero de gobierno de provincia, fue ascendido escandalosamente a secretario del gobierno de Valladolid con 20.000 reales de sueldo. Según el BOE, en 1868, poco antes de la revolución, cuando era subgobernador y alcalde-corregidor presidente del ayuntamiento constitucional de la villa de Ejea de los Caballeros (Zaragoza), Luis González Bravo lo nombró Gobernador de la provincia de Teruel.

## Obras
- Consecuencias de la buena educación, Zaragoza, 1851, comedia.
- Caridad y recompensa, drama en tres actos y un prólogo, Madrid: [s.n.], 1852.
- Con Juan de Alba, La máscara del crimen o Curro el arrendador: drama en tres actos y en verso, Imp. a cargo de C. González, 1852.
- Nerón, drama de grande espectáculo en tres actos y en verso. Lázaro Maroto, 1866.
- El anillo de la duquesa, comedia en tres actos y en verso, 1855.
- Un hidalgo aragonés, Madrid, Vicente, 1848, comedia.
- ¡No hay felicidad completa! Comedia en un acto y en verso, 1847.
- Un trueno, 1848.
- Con Antonio Barroso, Las cuca, comedia en dos actos y en verso Madrid, imp. de A. Vicente, 1848.
- Con Ventura Ruiz Aguilera, No se venga quien bien ama, comedia en tres actos y en verso.  Madrid, Imprenta de J. González y A. Vicente, 1847; otra ed., Salamanca: Establecimiento Tipográfico del Hospicio, 1867.
- Con José María Huici, La molinera de Balsaín, zarzuela con música de Manuel Crescj
- Un zapatero de viejo. Juguete cómico en un acto y en verso, estrenada en 1877.